# Lise besøger sæteren
|  | Denne artikel er oprettet af botten Steenthbot ud fra en ekstern database. Den kan derfor have sproglige fejl eller mangler. Denne skabelon kan fjernes efter kontrol af indholdet. |

Lise besøger sæteren er en dansk dokumentarfilm fra 1951.

## Handling
Den danske pige Lise besøger sin norske veninde Asta, der bor på en gård oppe i Norge.